# Agriculture en Birmanie
L'agriculture en Birmanie représente de 35 à 40 % du PIB. La surface agricole est de 12,6 millions d'hectares dont 10,8 millions de terres arables. La surface forestière est de 31,5 millions d'hectares. Il y a 5,4 millions d'exploitations agricoles avec une superficie moyenne inférieure à quatre hectares. L'agriculture emploie 60 % de la population. 
En 1950, la Birmanie est l'un des premiers exportateurs mondiaux de riz avec un volume de cinq millions de tonnes. En 2011, les exportations ne sont plus que de 700 000 tonnes. Cette chute peut s'expliquer par différents facteurs : des prix maintenus bas, une politique de nationalisation des terres, une planification de l'économie, un isolement de la junte militaire au pouvoir. Les investissements étatiques depuis l'indépendance n'ont pas favorisé les petits cultivateurs obligés souvent de céder leurs terres s'ils ne pouvaient pas répondre aux objectifs fixés par l'État. Dans les années 1980 s'amorce une libéralisation puis en 2011 une ouverture avec la fin du régime militaire qui revient cependant au pouvoir en 2021.  
En 2013, l'objectif affiché est de redevenir un grand exportateur de riz. La production de riz s'élève à vingt millions de tonnes dont 1,5 million sont exportés. La production de légumineuses s'élève à 5,8 millions de tonnes dont 1,9 million de tonnes sont exportés. La Birmanie est le deuxième exportateur mondial de légumineuses. La production d'arachides est de 1,4 million de tonnes et celle de sésame, de 0,9 million de tonnes. La production de canne à sucre est de 9,6 millions de tonnes et celle de maïs, 1,5 million de tonnes. Quant à l'élevage, il représente 20 % de la production agricole. Le cheptel s'élève à 12,7 millions de bovins et buffles utilisés le plus souvent comme animaux de trait, 2,7 millions de porcins, 1,1 million de caprins, 0,3 million d'ovins. La production de viande de volailles est la plus importante avec 33,9 millions de poulets, 3,3 millions de canards et 0,4 million de cailles. Enfin, la production halieutique et aquacole s'élèverait à 1,8 million de tonnes[pertinence contestée].
Quant à la sylviculture, les quotas de production de bois de teck ont diminué ces dernières années en raison d'une surexploitation et d'une déforestation massive. Mais les coupes illégales continuent. Depuis la colonisation britannique, les exportations de bois de teck sont une source d'argent pour la Birmanie. En 2017, la production est de 4,4 millions de mètres cubes.
Le pays a des potentialités grâce à sa disponibilité en eau et à la richesse de son sol mais des investissements sont nécessaires pour développer par exemple les infrastructures de transport ou réhabiliter les réseaux d'irrigation pour la culture du riz. La population souffre encore d'une pauvreté endémique. L'endettement des paysans est un phénomène récurrent et des poches de malnutrition, notamment infantile subsistent. La FAO préconise une ouverture du régime pour lever les sanctions et encourage le développement de l'agriculture familiale par une sécurisation de l'accès à la terre et une modernisation des moyens de production. 